# ویکرز ویکسن
ویکرز ویکسن (به انگلیسی: Vickers Vixen) یک هواپیمای ساختِ کارخانهٔ ویکرز در کشور بریتانیا است. نخستین استفاده‌کنندهٔ این هواپیما شیلی بوده‌است. این هواپیما برای نخستین بار در ۱ فوریه ۱۹۲۳ میلادی مورد استفاده قرار گرفت.